# Centro de Investigaciones Históricas José María Arboleda Llorente
El Centro de Investigaciones Históricas «José María Arboleda Llorente», anteriormente conocido como Archivo Central del Cauca o simplemente Archivo Histórico, es una dependencia perteneciente a la Universidad del Cauca y adscrita a la Facultad de Ciencias Humanas y Sociales de dicha institución. Su sede se ubica en una casona en pleno Centro Histórico de Popayán, departamento del Cauca en Colombia, concretamente sobre la Calle de la Pamba (Calle 3), la casa de igual modo es denominada como ''La Casa Mosquera Pombo''.
Es considerado el archivo más importante de toda la región y siendo segundo en relevancia a nivel nacional, en su acervo custodia valiosos documentos antiguos consistente en grandes volúmenes de registros desde el siglo XVI hasta XX con una continuidad excepcional. Plasmando la amplia historia de Popayán y sus territorios dependientes que llegaron en su máxima extensión desde el Chocó y el Darién por el norte hasta los ríos Amazonas y Putumayo al sur.

## Historia de la Casona
La casa que actualmente se conserva fue erigida en el siglo XVIII entre 1780 a 1788 por mandato del rico aristócrata don José Mosquera y Figueroa para fungir como residencia personal y la de su familia, los Mosqueras y su descendencia, se levantó colindante con la calle de La Pamba, que durante ese tiempo se había convertido el sector predilecto para construir las mansiones de las familias poderosas de la ciudad.
Tras su finalización comenzó a ser habitada por la familia Mosquera que estaba conformada por don José y su esposa doña María Manuela quienes fueron trayendo poco a poco a sus hijos al mundo en aquella casa, quienes tiempo después serían personajes fundamentales en la historia política y religiosa del aquel entonces Virreinato de la Nueva Granada y posteriormente Colombia. Entre los más destacables fueron: 
- Joaquín Mariano Mosquera
- Tomás Cipriano de Mosquera
- Manuel José Mosquera
- Manuel María Mosquera

Durante esos tiempos, la actual sede del Centro de Investigaciones era la sección de la casa donde se alojaba la servidumbre que atendía las necesidades de la familia Mosquera, quienes habitaban en el sector de la esquina (donde ahora se halla el Museo Mosquera). En aquella época la casona contaba con un amplio portalón con un zaguán empedrado coronado por un arco de medio punto que desembocaba en el patio central donde se distribuyen las habitaciones, mientras más al norte se hallaba el área de las pesebreras que gracias a la pendiente pronunciada del cause del río Molino se levantaron por debajo de la casa a manera de sótanos que daban paso a los amplios potreros que tenían acceso los Mosquera para la ganadería. Tiempo después don José María legó a sus hijos Tomás y Manuel María esta parte de la mansión.Haciéndose efectiva la división de la casa en el año de 1864. 
Ya en tiempos de la república por el siglo XX, la edificación fue adquirida por la Universidad del Cauca en 1969 y sufrió su episodio más lamentable cuando el 31 de marzo de 1983, un potente terremoto devastó todo el centro histórico, quedando parte de la casa derruida, iniciando con la reconstrucción general, a cargo del industrial Julio Mario Santodomingo, aunque esto también sirvió de excusa para derrocar las hermosas pesebreras y gradas al ser consideradas de forma ignorante como absurdas e innecesarias para las instalaciones del Centro de Investigaciones Históricas, siendo reemplazadas por oficinas.

## Historia del Archivo

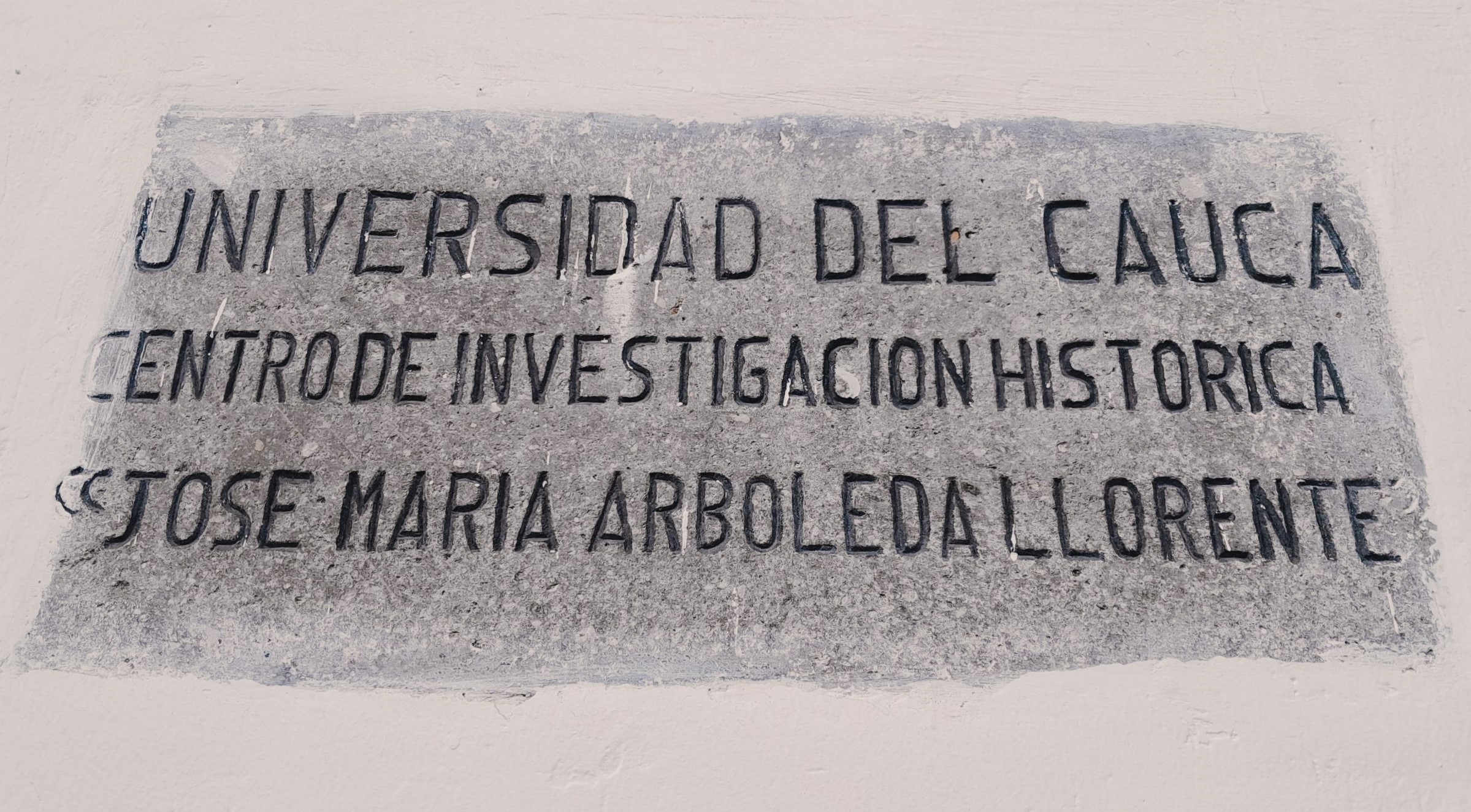
Placa de entrada con el nombre de la Institución

José María Arboleda Llorente nacido en Popayán, Estado Soberano del Cauca durante los Estados Unidos de Colombia el 20 de febrero de 1886, descendiente de las hidalgas familias de antaño, fue influenciado enormemente por un entorno religioso y apasionado con la historia tanto de su ascendencia en particular como de la ciudad en general, sobre todo con el ejemplo de su abuelo, don Sergio Arboleda y Pombo. Obteniendo estudios de excelente calidad en el Seminario Mayor de Popayán, de ahí pasa a Roma en el Pontificio Colegio Pío Latino Americano.
Después de varios años dedicados al periodismo y a la política Colombiana, el día 18 de septiembre de 1928 dio inicio a la tarea de estudiar de la enorme cantidad de papeles que habían pertenecido al archivo de la antigua Gobernación y Provincia de Popayán, aunque desgraciadamente muchos de esos documentos estaban ya descompuestos y prácticamente perdidos, elaborando para esta titánica labor un simple pero práctico sistema de clasificación de la documentación para un mejor estudio y manejo.

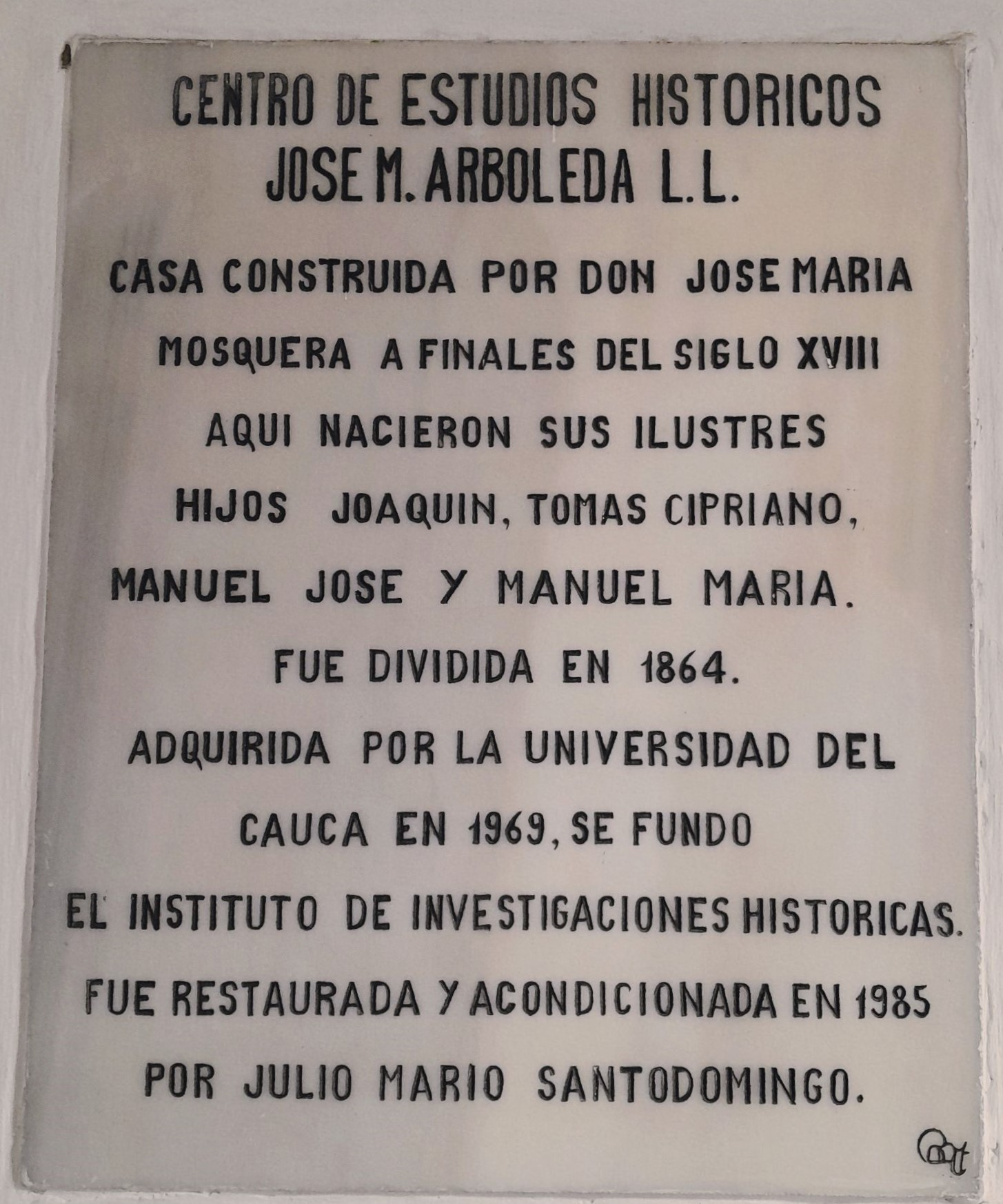
Placa de mármol con la historia de la casa y la institución

Con una dedicación asombrosa al trabajo que iba realizando, desde el 14 de mayo del año de 1929 fue designado como Primer Director del Archivo Central del Cauca, enfrentando todas las adversidades, tanto como los paupérrimos fondos, así como la poca cooperación de las autoridades, hacia 1946 se expandió el acervo con documentos de la Universidad del Cauca, diseñando una novedosa división que hasta la actualidad se sigue usando con la división de los registros inactivos en tres distintas secciones: Colonia (1540 - 1810), Independencia (1810 - 1832) y República (1832 - Presente).
Llegado el año 1939, don José María había logrado resumir y catalogar solamente él mismo más de 7.641 documentos en 5 tomos de 700 páginas cada uno, que a su vez se subdividen en 5 subsecciones como lo pueden ser Civil, Eclesiástico, Judicial, Militar y Particular. Hacia los años finales de su vida Arboleda Llorente (cerca de 41 años de ardua dedicación) consiguió clasificar con sus índices y subdivisiones a 12.429 documentos de la Sección Colonia, 7.339 documentos de la Sección Independencia y 7.969 documentos de la Sección República.
Don José María terminaría falleciendo en Popayán el 5 de octubre de 1969 a los 82 años de edad. Tras su muerte, la Universidad del Cauca adquirió todo el Antiguo Archivo Central del Cauca y la parte oriental de la Casa Mosquera para su custodia, naciendo así en el año de 1970, el Centro de Investigaciones Históricas que llevaría el nombre de José María Arboleda Llorente como homenaje de aquel enérgico historiador que dedicó casi la mitad al servicio de la compilación y clasificación de la Historia Caucana y Colombiana.

## Acervo del Archivo

### Sección Colonia
Abarcando desde 1540 con el establecimiento de la Provincia de Popayán por decreto del Rey y emperador Carlos I de España y V del Sacro Imperio Romano Germánico y la fundación de Popayán el 13 de enero de 1537 hasta la proclamación del Primer Grito de Independencia el 20 de julio de 1810. Es la sección con más documentos del Archivo.
En esta sección se resguarda el que se considera como el documento más antiguo de Colombia, fechado el 12 de marzo de 1541, haciendo parte de una serie de manuscritos que fueron redactado por los conquistadores españoles en la recién fundada ciudad de Santiago de Cali, donde queda de manifiesto la organización de las ciudades, la distribución de tierras y solares conforme a la jurisdicción castellana, las necesidades de las personas de ese entonces, el horario del sacrificio de animales y la disposición de las fiestas religiosas como la Semana Santa, entre otros aspectos.
Contiene en su haber de diversos documentos que denotan en primer lugar, el funcionamiento de la administración colonial española por medio de los registros de la Antigua Gobernación, en segundo lugar, la intrincada red de comercio y el comportamiento de la economía a lo largo de todo el periodo virreinal por medio de los libros de apuntes de la extinta Casa del Tesoro Real y de Moneda y la Real Hacienda de Popayán, en tercer lugar, las conductas sociales y poblacionales como las diversas correspondencias de las personas de la época, tratos y transacciones comerciales (como la compra-venta de esclavos, entre otros inmuebles) y por último, el mejor entendimiento de la dinámica de la relación de lo urbano en comparación con la vida de las haciendas rurales de la aristocracia, siendo uno de los motores económicos fundamentales en aquellos tiempos junto con la minería.

### Sección Independencia
Abarcando desde 1810 cuando se da el Primer Grito de Independencia el 20 de julio hasta el periodo entre la disolución de la Gran Colombia acaecida el 31 de noviembre de 1831 y el consolidamiento definitivo de la República de la Nueva Granada en 1832.
Representado la tercera sección en cantidad del Archivo debido a lo breve de su periodo histórico no deja de ser importante. La riqueza de la información que resguarda esta colección es muy valiosa, conteniendo documentos sobre la abrupta transición del dominio español a una autonomía que no era tan deseada sobre todo por Popayán, una ciudad de fuerte arraigo ibérico. Igualmente se tiene la existencia registros de las fugaces desapariciones de la Gobernación de Popayán, la Real Casa de Moneda, la Real Hacienda y el Cabildo, quienes fueron en su tiempo las instituciones más poderosas y prestigiosas de la región, siendo extinguidas desde la imprevista caída de Popayán ante las fuerzas patriotas.
También se tiene constancia de algunas de las diversas batallas que acontecieron en los alrededores de la ciudad y que tuvieron importancia regional y continental como lo fueron:
- Batalla del Bajo Palacé (Victoria vallecaucana, que supuso la caída de Popayán y su consiguiente Independencia)
- Batalla del Alto Palacé (Victoria patriota, supuso la huida española de Popayán y su captura por Antonio Nariño)
- Batalla de Calibío (Victoria patriota, consolidación de la anexión de Popayán a las Provincias Unidas)
- Batalla de la Cuchilla de El Tambo (Victoria española, que supuso la reconquista de Popayán y el fin de la Patria boba)

### Sección República
Abarcando desde 1832 con la consolidación de la República de la Nueva Granada y el inicio de la era republicana colombiana llega hasta la actualidad. Es la segunda sección en cantidad del archivo, además de ser la única que aun continua expandiéndose, debido a que su era sigue en curso.
Contiene en su haber varios documentos que testimonian el trajín de la divergente historia de las distintas entidades nacionales que fueron surgiendo y desapareciendo en el trascurso de los años de forma consecutiva debido a las interminables guerras civiles y regionales. Como lo fueron:
- República de Nueva Granada (1831 - 1858)
- Confederación Granadina (1858 - 1863)
- Estados Unidos de Colombia (1863 - 1886)
- República de Colombia (1886 - Presente)

Además resguarda varios ejemplares de periódicos y revistas de renombre de la época que durante el trascurso de la República se hicieron tremendamente poderosos, sobre todo con la fundación de editoriales por todo el país como la Revista Popayán que se fundó en la ciudad homónima, entre otros.

## Registro de la Memoria del Mundo

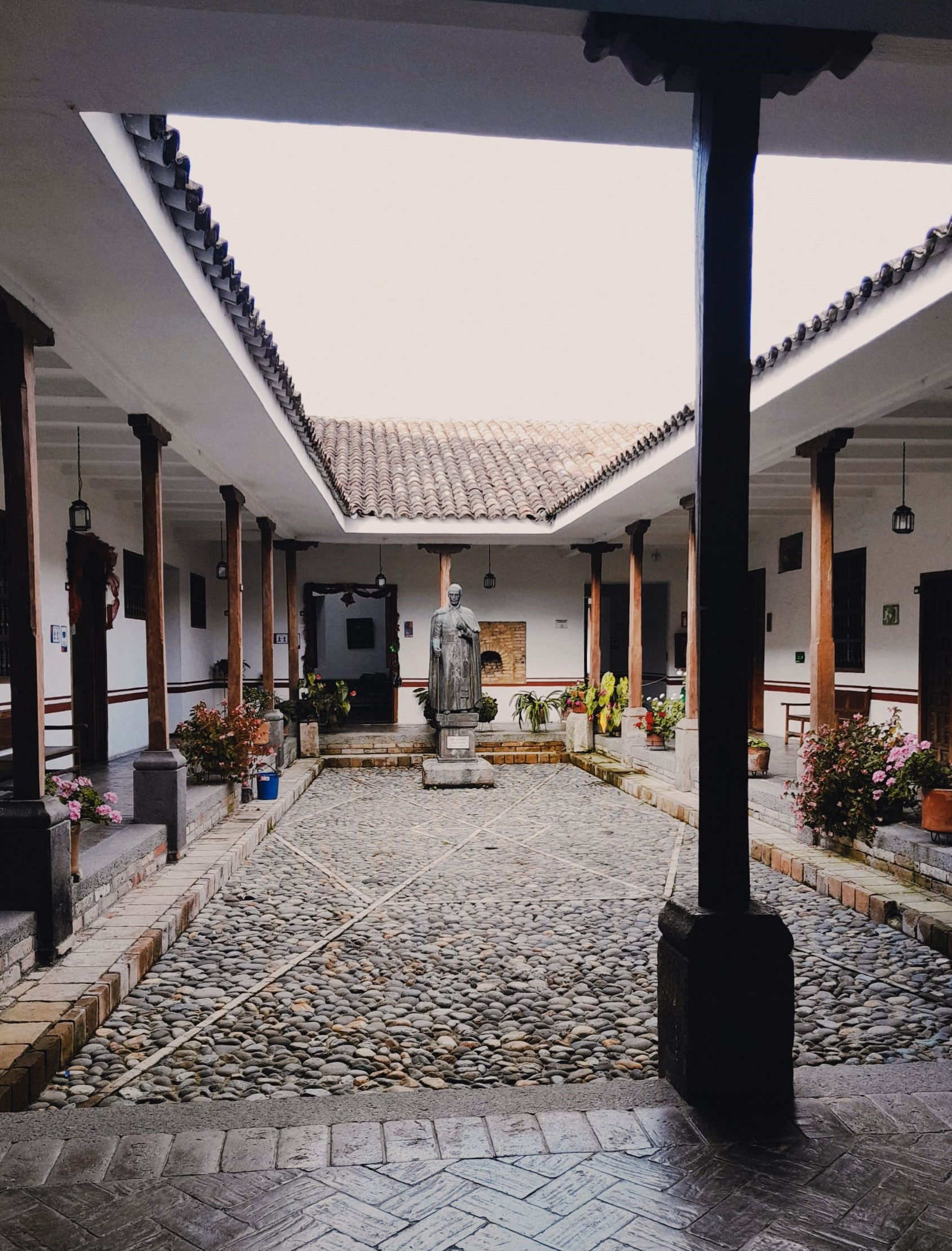
Patio central de la sede del Centro de Investigaciones Históricas.

Durante la XXIII Reunión del Comité Regional de América Latina y el Caribe del Programa Memoria del Mundo de la UNESCO (MoWLAC) celebrada en Santiago de Chile entre el 27 y el 28 de noviembre de 2023, fue inscrita la Sección Colonia, Fondo Antiguo Archivo de Cauca en el Registro del Programa Memoria del Mundo de la Unesco.
Haciéndose público por medio de su página web se anunciaban las 23 nuevas inscripciones entre las que se encontraba la sección colonia, acompañada con la siguiente información:

La sección Colonia del Antiguo Archivo Central del Cauca da cuenta de la administración política y judicial que el imperio español ejerció en la entonces gobernación de Popayán, división territorial creada en 1540 por el emperador Carlos V. Dicho ente político-administrativo abarcó aproximadamente un 70% del actual territorio nacional colombiano y tuvo como capital la ciudad de Popayán, donde se trataban asuntos judiciales, civiles, eclesiásticos y militares, entre otros, dando como resultado un rico acervo documental. 
La sección Colonia es un insumo de gran valor para el estudio del período colonial en los territorios americanos ya que permite conocer el aparato político administrativo y judicial que el imperio español realizó en sus territorios de ultramar. Los soportes documentales que componen la sección Colonia son manuscritos realizados en papel de trapo en su mayoría con distintas ferrogálicas y con diferentes grafías como la procesal encadenada y la cortesana que dan cuenta de la historia y el desarrollo de la escritura en América durante el período colonial.  (UNESCO/BPI)

Siendo la tercera distinción que recibe Popayán por parte de la Unesco, la primera como Ciudad Gastronómica de la Unesco en el año 2005 y la segunda como Patrimonio Cultural Inmaterial de la Humanidad otorgado a las Procesiones de Semana Santa en el año 2009.